# Német fajer
A magyar kártyával játszható német fajer (egyes helyeken fájer) közkedvelt magyar kártyajáték nagyobb társaságokban, mert akár 9 fő is játszhatja 1 pakli magyar kártyával. A játék célja, hogy a kezünkben lévő 3 lap a passzok után ne a legkevesebbet érje, mert az a játékos veszít abban a leosztásban.
Lehetséges játékosok száma: 2-9 fő

## A lapok értéke

### A lapok értéke egyenként
- Ász = 11
- Alsó, felső, király, tízes = 10
- IX = 9
- VIII = 8
- VII = 7

### A kezünkben lévő három lap és a középen lévő közös lapok értéke
- Három azonos színű lap esetén azok értéke összeadva (zöld ász, zöld 7, zöld 9 = 11+7+9)
- A három azonos értékű lap értéke 30.5 (kivéve 3 ász)
  - Három azonos értékű lap erősorrendje: VII, VIII, IX, X, alsó, felső, király (3db 8-as jobb mint 3db 7-es)
- Három ász = 33
- Két ász = 22
- Egy ász és azzal azonos színű 10-et érő lap = 21
- 21-től kevesebbet érő lap = 0 (semmi)

## A játék alapjai, fogalmak

### Az osztó játékos
Az első osztót általában "emeléssel" döntik el a játékosok, játék közben az osztás körbe halad.

### Tétek
A játékba beszállni három darab téttel lehet, körök végén a vesztes játékos befizet egy darab tétet az asztalon lévő közös kasszába. Ha nem tud fizetni kiesik. Egy kártyaparti addig tart, amíg a végén egy játékos elnyeri az összes többi játékos minden befizetett tétjét.

### Lehetséges cselekmények, bemondások
A soron következő játékosok három dolgot tehetnek
- Cserél a közös lapokból 1 vagy 3 lapot. Tetszőlegesen cserélhet egy darab lapot vagy hármat akkor ha a középső lapok értéke legalább 21.
- Mehet bemondása. Mehetet akkor mond, ha nem cserél.
- Passz bemondása. A lapok kiterítését jelenti és közben bemondja mennyit ér a kezében lévő három lap.

Bármelyik bemondás után a jobbra ülő játékos következik.

## A játék szabályai

### Bemondások szabályai
A passzolás szabályai: 
- Passzot kezdeményezni legalább 21-et érő lapokkal lehet.
- Ha legalább egy játékos már passzolt, a csere nem lehetséges kevesebb értékű lapokra mint ami a játékos kezében van.
- Ha három ász hozzánk kerül azt egyből el kell passzolni.
- Miután mindenki passzolt fizetések következnek, majd újabb leosztás.

Mehet bemondásának szabálya:
- Mehetet nem mondhat a játékos kétszer egymás után, csak ha előzőleg cserélt.

### A játékba lépés szabálya
Amíg egy elkezdett parti véget nem ér (valaki meg nem nyeri a kasszát) nem léphet be a játékba újabb játékos.

## Játékmenet
Az osztó kezdi a kört, oszt minden játékosnak 3 db lapot. A sajátját megnézi és döntenie kell, hogy azt a 3 lapot megtartja magának vagy kiteszi középre közös lapoknak. A döntése után vagy magának vagy középre oszt újabb 3 lapot, majd következik a tőle jobbra ülő játékos. A cserék és a mehetek bemondása addig megy játékosról-játékosra amíg egy valaki nem passzol. Ha már valaki passzolt a soron következő játékosoknak is sorban passzolni kell. Ebben az esetben a csere nekik még lehetséges, de azzal egyidejűleg passzolni (teríteni) is kell lapjaikat.

### Fizetések
Fizetési alapszabály, hogy valaki mindig fizet. (Kivétel lehet, ha döntő leosztás van és senki nem tud fizetni. Lásd alább). Miután minden játékos passzolta lapjait, az a játékos fizet be egy tétet akinek a legkevesebbet érnek az elpasszolt lapjai. Több játékosnak is fizetnie kell, ha más játékosokkal egyenlően a legkevesebbet érnek a lapjai. Ha valaki már nem tud fizetni mert elfogytak a tétjei, akkor kiesik a játékból. Ilyenkor az a játékos fizet be tétet akinek a második legkevesebbet érnek a lapjai. Ha ő sem tud fizetni, akkor kiesik és az fizet akinek a 3. legkevesebbet érnek lapjai és így tovább.
Ha valaki három ászt gyűjt, akkor rajta kívül minden játékban lévő játékos veszít és fizet a közös kasszába.
Fizetési kivétel
Ha nincs tét a játékosok előtt és egyenlőek a passzolt lapjaik értéke, akkor vége a körnek és újra kell osztani a lapokat, amíg valaki nem nyer.

### A játék vége
Addig tart egy kártyaparti míg egy játékos marad, ő nyeri meg a közös kasszába befizetett összes tétet.

## Játékváltozatok
- Három tétes német fajer. Ezt a változatot tartalmazza a bejegyzés.
- Hívós német fajer. A játékosok tetszőleges tétet hívnak, licitálnak a lapjaikra.

## Külső hivatkozások
- Fajer kártyajáték

1. ↑  Fajer kártyajáték szabályai (magyar nyelven). kartya.netvarazs.hu. (Hozzáférés: 2018. április 18.)